# شهرداری سن خولیان، سانتا کروز
شهرداری سن خولیان (به اسپانیایی: San Julián) یک منطقهٔ مسکونی در بولیوی است.